# Rhinopristiformes
A Rhinopristiformes a porcos halak (Chondrichthyes) osztályába és a cápák és ráják (Elasmobranchii) osztályába tartozó rend.

## Rendszertani besorolásuk
A Rhinopristiformes porcoshal-rend akkor jött létre, amikor a hegedűrája-féléket kivonták a rájaalakúak (Rajiformes) rendjéből, valamint a hegedűrája-félék családjából is kivontak néhány nemet, illetve fajt. Eme új családokat hivatott közrefogni az új porcoshal-rend. Továbbá a DNS-vízsgálatok bebizonyították, hogy a korábban önálló rendként létező fűrészesrája-alakúak (Pristiformes) nagyon közeli rokonságban állnak a hegedűrája-félékkel és az efféle többi családdal, emiatt ezt a taxont családi szintre csökkentették és besorolták a Rhinopristiformes rendbe.

## Rendszerezés
A rendbe az alábbi 5 család tartozik:
- Glaucostegidae Last, Séret & Naylor, 2016 - 1 nem és 3-6 faj
- fűrészesrájafélék (Pristidae) Bonaparte, 1835 - 2 nem és 7 faj
- Rhinidae J. P. Müller & Henle, 1841 - 3 nem és 10 faj
- hegedűrája-félék (Rhinobatidae) J. P. Müller & Henle, 1837 - 3 élő nem és 1 fosszilis nem, valamint 36 élő faj és 16-17 fosszilis faj
- Trygonorrhinidae Last, Séret & Naylor, 2016 - 3 élő nem, 8-9 élő faj és 1 fosszilis faj

A fenti 5 elfogadott család mellé, egyes rendszerezők még két másik családot is idehelyeznének, azonban a törzsfejlődés kutatások azt mutatják, hogy ezek nem teljesen idevalók. Az alábbi két család a vitatott besorolású:
- Platyrhinidae D. S. Jordan, 1923 - 2 nem és 5 faj; habár megjelenésileg a hegedűrája-félékre hasonlítanak, valószínűbb, hogy a sasrájaalakúakhoz (Myliobatiformes) tartoznak.
- Zanobatidae Fowler, 1928 - 1 nem és 2 faj; közeli rokonságot mutat a Rhinopristiformes-fajokkal, de meglehet, hogy mégsem az, hanem egy testvértaxon; azaz egy olyan csoport, mely közeli rokon, talán közös őstől származnak.[1][4]

### Fordítás
- Ez a szócikk részben vagy egészben  a   Rhinopristiformes című angol Wikipédia-szócikk ezen változatának fordításán alapul.  Az eredeti cikk szerkesztőit annak laptörténete sorolja fel. Ez a jelzés csupán a megfogalmazás eredetét és a szerzői jogokat jelzi, nem szolgál a cikkben szereplő információk forrásmegjelöléseként.